# Hebardina sonana
Hebardina sonana är en kackerlacksart som först beskrevs av Tokuichi Shiraki 1931.  Hebardina sonana ingår i släktet Hebardina och familjen storkackerlackor.
Artens utbredningsområde är Taiwan. Inga underarter finns listade i Catalogue of Life.